# Salmacina australis
Salmacina australis är en ringmaskart som beskrevs av William Aitcheson Haswell 1885. Salmacina australis ingår i släktet Salmacina och familjen Serpulidae.
Artens utbredningsområde är havet kring Nya Zeeland. Inga underarter finns listade i Catalogue of Life.